# Calanthe stella
Calanthe stella är en orkidéart som beskrevs av Phillip James Cribb. Calanthe stella ingår i släktet Calanthe och familjen orkidéer. Inga underarter finns listade i Catalogue of Life.